# William Boughton
William Boughton (Birmingham, 18 dicembre 1948) è un direttore d'orchestra inglese.

## Biografia
Boughton ha diretto come ospite molte delle orchestre più importanti del mondo da San Francisco a Helsinki. In qualità di fondatore, direttore artistico e musicale della English Symphony Orchestra (ESO), Boughton ha sviluppato il repertorio dell'orchestra attraverso i classici viennesi fino alla musica contemporanea. Insieme, lui e l'ESO hanno costruito un'impressionante discografia di registrazioni acclamate a livello internazionale con la Nimbus Records, alcune delle quali hanno raggiunto la top ten delle classifiche statunitensi. Ha anche registrato con la Philharmonia, la Royal Philharmonic e la London Symphony Orchestra.
Boughton è attualmente il direttore musicale della New Haven Symphony Orchestra.